# Helen Macdonald
Pour les articles homonymes, voir Macdonald.
Œuvres principales
- M pour Mabel

Helen Macdonald, née en 1970 à Chertsey, dans le comté de Surrey, en Angleterre, est une romancière, illustratrice, historienne et naturaliste britannique.

## Biographie
Fille d'un père photographe au Daily Mirror et d'une mère qui travaille pour un journal local, elle fait ses études supérieures en sciences de la nature à l'université de Cambridge. Après l'obtention de son diplôme, de 2004 à 2007, elle est chargée de recherches au Jesus College. Elle travaille ensuite comme chercheuse au Département d'Histoire et de Philosophie des Sciences de l'université de Cambridge.
En 2001, elle publie Shaler's Fish, son premier roman. La notoriété lui échoit toutefois avec la parution en 2014 de son troisième roman, M pour Mabel (H is for Hawk), qui remporte le prix Costa du meilleur livre de l'année 2014, le prix Samuel Johnson 2014, puis, en France, le Prix du Meilleur Livre étranger 2016.
Helen Macdonald a également rédigé les textes et assuré la narration de documentaires de la série Birds Britannia (en) pour la radio britannique BBC Four et, de 2015 à 2016, signé plusieurs articles sur la nature pour The New York Times Magazine.

## Œuvre

### Romans
- (en) Shaler's Fish, 2001
- (en) Falcon, 2006
- M pour Mabel, Fleuve, 2016 ((en) H is for Hawk, 2014), trad. Marie-Anne de Béru  (ISBN 978-2-265-11565-1)Réédition, 10/18, coll. « Littérature étrangère » no 5242, 2017 (ISBN 978-2-264-07136-1)
- (en) Vesper Flights, 2020
- (en) Prophet, 2023Écrit avec Sin Blaché.